# Sałatruk
Sałatruk (ukr. Салатрук) – potok górski w Gorganach na terenie rejonu nadwórniańskiego w ukraińskim obwodzie inwanofrankiwskim.
Jego źródła znajdują się na południowych zboczach Negrowej w pobliżu urwiska Piekło zamykającego przełęcz Ruszczyna. W dawnej nomenklaturze polskiej jego pierwszy odcinek określano nazwą Bystryk. Z uwagi na fakt, że w początkowym biegu otoczony jest niemal ze wszystkich stron szczytami górskimi (oprócz Negrowej także Bojaryn, Taupisz, Okopy), potok wkrótce przyjmuje liczne dopływy: Negrowiec, Korotlewski, Sałatruczel (lewe), Zarosły, Poharczyński (prawe).
Biegnie na południowy wschód (początkowo kierunek południowo-południowo-wschodni, następnie wschodnio-południowo-wschodni), tworząc dolinę pomiędzy grzbietem Taupiszyrki na południowym zachodzie i szczytami Gawor czy Maksymiec na północnym wschodzie. Po około 13 km w miejscowości Bystrzyca (d. Rafajłowa) wpada do Bystrzycy Nadwórniańskiej (Czarnej) jako jej lewy dopływ. Powierzchnia zlewni wynosi 44,6 km², spadek – 35 m na km.
Dnem doliny (na odcinku ujście Sałatruczela – Bystrzyca) prowadzi Wschodniokarpacki Szlak Turystyczny powtarzający trasę Głównego Szlaku Karpackiego z lat 30 XX wieku.